# まんが学校
まんが学校（まんががっこう）は、1964年4月6日から1967年3月27日までNHK総合テレビジョンで放送された児童向け番組である。

## 概要
落語家の立川談志が司会、漫画家のやなせたかしが漫画の指導やクイズ出題を担当した。
小学生児童をスタジオに招き、冒頭には「まんがABC」というコーナーを設け、簡単な絵の描き方を練習したが、実質はクイズ番組に近く、スタジオの児童たちが漫画によるクイズを解いたり自分自身で漫画を描いて解答する内容が主流で、クイズの問題も自然科学や歴史など、学校の勉強や社会常識に関連したものが多かった。
やなせは、立川との共著『まんが学校』の中で、テレビ番組としての『まんが学校』について、概略を以下のように述べた。
| 「 | 『まんが学校』を放送開始した当時、私は、クイズ番組のようなものではなく、もっと面白おかしく、それに漫画そのものについて教えられる番組にするべきではないかと思ったが、実際は現状でよかったと考える。なぜなら、番組の中で扱うクイズのような社会的常識は、漫画を描く上でぜひ必要なものだからだ。広く深い知識無しに良い漫画は描けない。 | 」 |

番組には毎週一人漫画家がゲストとして出演し、児童たちと一緒に漫画を描いたりクイズの問題を出した。手塚治虫、根本進、馬場のぼる、水森亜土、西川辰美、岡部冬彦、長新太、前川かずお、加藤芳郎、柳原良平、石ノ森章太郎（当時は石森章太郎）も出演した事がある。

## 放送時間
- 月曜 18:00 - 18:25

## スタッフ
- 構成：柳下長太郎、藤田孝美
- 音楽：横山菁児

## 番組終了後

### 令和まんが学校
2025年6月30日19:00から、NHK Eテレにて、『まんが学校』 のコンセプトを用いた「令和版」として『令和まんが学校』が単発の1時間特番として放送された。司会（MC）はハナコ（菊田竜大、秋山寛貴、岡部大）。原典版における、やなせに相当する「先生」役として漫画家・板垣巴留が招かれ、子供たちに色々な「お題」を出したほか、板垣の創作秘話を語るコーナーも設けられた。

## 関連書籍
- やなせたかし・立川談志『まんが学校』三一書房、1966年12月12日。NDLJP:1654012。